# Manuela Pinheiro
Manuela Pinheiro (1939) é uma pintora e ilustradora portuguesa. 

## Percurso
Nascida em 1939, Manuela Pinheiro, licenciou-se em pintura pela Faculdade de Belas-Artes da Universidade de Lisboa e em Ciências Pedagógicas da Faculdade de Letras da Universidade de Lisboa. Fez também o curso de gravura na Sociedade Cooperativa da Gravadores Portugueses.  
A artista foi bolseira da Fundação Calouste Gulbenkian, da embaixada de Espanha e do Instituto de Alta Cultura da Escuela Superior de Bellas Artes de San Jorge de Barcelona. 
Faleceu, em Lisboa, no dia 20 de Janeiro 2025.

## Prémios
Ganhou vários prémios, entre eles: 
- 1º Prémio de Pintura a óleo no XIIº Salão de Outono da Junta de Turismo da Costa do Estoril.
- Medalha de bronze do V Salão de Arte Moderna da Junta de Turimo da Costa do Estoril.
- Medalha de bronze de Gravura no XII Salão de Outono da Junta de Turismo da Costa do Estoril.
- 1º Prémio de Gravura (placa de Prata) no Salão de Artes Plásticas (Figueira da Foz) (1968).
- Prémio Exposição Itinerante, Espanha.
- Prémio de Aquisição na II Bienalle Internazionalle della Gráfica (Florença, Itália) (1969).
- Placa de Menção Honrosa no I Salão de Artes Plásticas (Santarém).
- Prémio Bial em 1994 - Menção Honrosa com a ilustração da capa do livro "O Hábito de Beber no Contexto Existencial e Poético de Fernando Pessoa" de Francisco Manuel da Fonseca Ferreira.

## Obra
- Ilustração
  - capa do livro "Bastardos do Sol" de Urbano Tavares Rodrigues.
  - capa do livro "O Hábito de Beber no Contexto Existencial e Poético de Fernando Pessoa" de Francisco Manuel da Fonseca Ferreira.
  - capa do livro "O Ouro e o Sonho" de Urbano Tavares Rodrigues.
- Pintura
  - pintura a óleo para o retábulo da Capela de Nossa Senhora da Boa Viagem de Mafra.
  - solidão em bola de balão
  - Afecto em Tempo de Mudança I
  - Casario Incompleto
  - Casario
  - Conflito Social
  - Mulher - Nú I
  - Fernando Pessoa I (serigrafia)
  - Fernando Pessoa II (serigrafia)
  - Afecto I (serigrafia)